# Dar Bouderbala
Le Dar Bouderbala est l'un des palais de la médina de Tunis, situé au numéro 11 de la rue Dar El Jeld.
Édifié à la fin du XIXe siècle, il est depuis 1984 un lieu d'exposition appelé Galerie de la Médina et animé par une descendante de la famille Bouderbala.